# Khuda Hafiz
Joda Hafez (persa: خُدا حافِظ, devanagari: ख़ुदा हाफ़िज़, bengalí: খোদা হাফেজ, kurdo: خودا حافیز), normalmente acortado a Jodafez en persa es una frase común en la lengua persa utilizada en Irán, Afganistán, India, Pakistán, Bangladés y Tayikistán y en menor medida en, Irak, Kurdistán, y en el Sur de Asia. La locución es la frase más común tanto entre no-musulmanes como musulmanes en Irán; es también utilizado a veces por no-musulmanes del Sur de Asia, como hindúes y cristianos.

## Significado
La traducción literal es: "Que Dios sea su Guardián ". Joda, que equivale en persa Medio a Ahura Mazda, y hāfiz del árabe hifz "protección". La traducción vernácula es, "adiós". La frase es un préstamo del persa a las lenguas Kurdo, Sindhi, Urdu, hindi, y Bengalí. También puede ser definido como "Que Dios sea su protector".

## Romanización
Transliteración También puede ser transcrito como Judā Hāfiz, Judā Hāfez, y Jodā Hāfiz. Uno tradicionalmente respondería igualmente con Judā Hāfiz. Curiosamente, Juda Hafiz y el adiós de plazo inglés tiene significados similares. El adiós es una contracción de "Ir(o)d ser con ye". El Bien de palabra tiene la misma connotación de Dios cuando en la frase "viernes Bueno".